# Brion-sur-Ource
Pour les articles homonymes, voir Brion.
Brion-sur-Ource est une commune française située dans le canton de Châtillon-sur-Seine du département de la Côte-d'Or, en région Bourgogne-Franche-Comté.

## Géographie

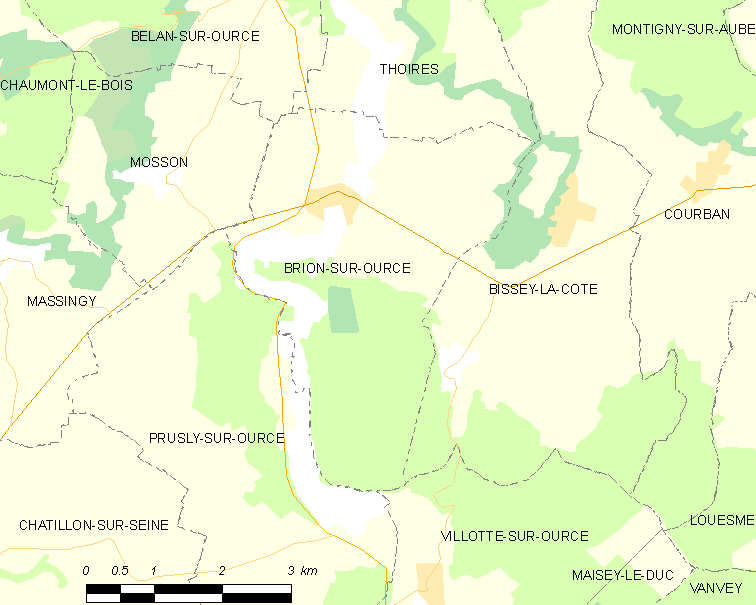

Brion présente 14 km2 de superficie entre 217 et 333 mètres d'altitude.

### Hydrographie
La commune est traversée par l'Ource.

### Accès
Brion est traversée par la départementale 965 reliant Auxerre à Chaumont.

### Climat
Pour des articles plus généraux, voir Climat de la Bourgogne-Franche-Comté et Climat de la Côte-d'Or.
En 2010, le climat de la commune est de type climat des marges montargnardes, selon une étude du Centre national de la recherche scientifique s'appuyant sur une série de données couvrant la période 1971-2000. En 2020, Météo-France publie une typologie des climats de la France métropolitaine dans laquelle la commune est exposée à un climat océanique altéré et est dans la région climatique  Lorraine, plateau de Langres, Morvan, caractérisée par un hiver rude (1,5 °C), des vents modérés et des brouillards fréquents en automne et hiver. 
Pour la période 1971-2000, la température annuelle moyenne est de 10,5 °C, avec une amplitude thermique annuelle de 16,5 °C. Le cumul annuel moyen de précipitations est de 881 mm, avec 12,6 jours de précipitations en janvier et 8,7 jours en juillet. Pour la période 1991-2020, la température moyenne annuelle observée sur la station météorologique de Météo-France la plus proche, « Châtillon/Seine », sur la commune de Châtillon-sur-Seine à 9 km à vol d'oiseau, est de 10,8 °C et le cumul annuel moyen de précipitations est de 832,8 mm,. Pour l'avenir, les paramètres climatiques de la commune estimés pour 2050 selon différents scénarios d'émission de gaz à effet de serre sont consultables sur un site dédié publié par Météo-France en novembre 2022.

## Urbanisme

### Typologie
Au 1er janvier 2024, Brion-sur-Ource est catégorisée commune rurale à habitat dispersé, selon la nouvelle grille communale de densité à 7 niveaux définie par l'Insee en 2022.
Elle est située hors unité urbaine. Par ailleurs la commune fait partie de l'aire d'attraction de Châtillon-sur-Seine, dont elle est une commune de la couronne,. Cette aire, qui regroupe 60 communes, est catégorisée dans les aires de moins de 50 000 habitants,.

### Occupation des sols
L'occupation des sols de la commune, telle qu'elle ressort de la base de données européenne d’occupation biophysique des sols Corine Land Cover (CLC), est marquée par l'importance des territoires agricoles (58,5 % en 2018), une proportion sensiblement équivalente à celle de 1990 (59,3 %). La répartition détaillée en 2018 est la suivante : terres arables (45,1 %), forêts (38,4 %), prairies (13,5 %), zones urbanisées (3,1 %). L'évolution de l’occupation des sols de la commune et de ses infrastructures peut être observée sur les différentes représentations cartographiques du territoire : la carte de Cassini (XVIIIe siècle), la carte d'état-major (1820-1866) et les cartes ou photos aériennes de l'IGN pour la période actuelle (1950 à aujourd'hui).

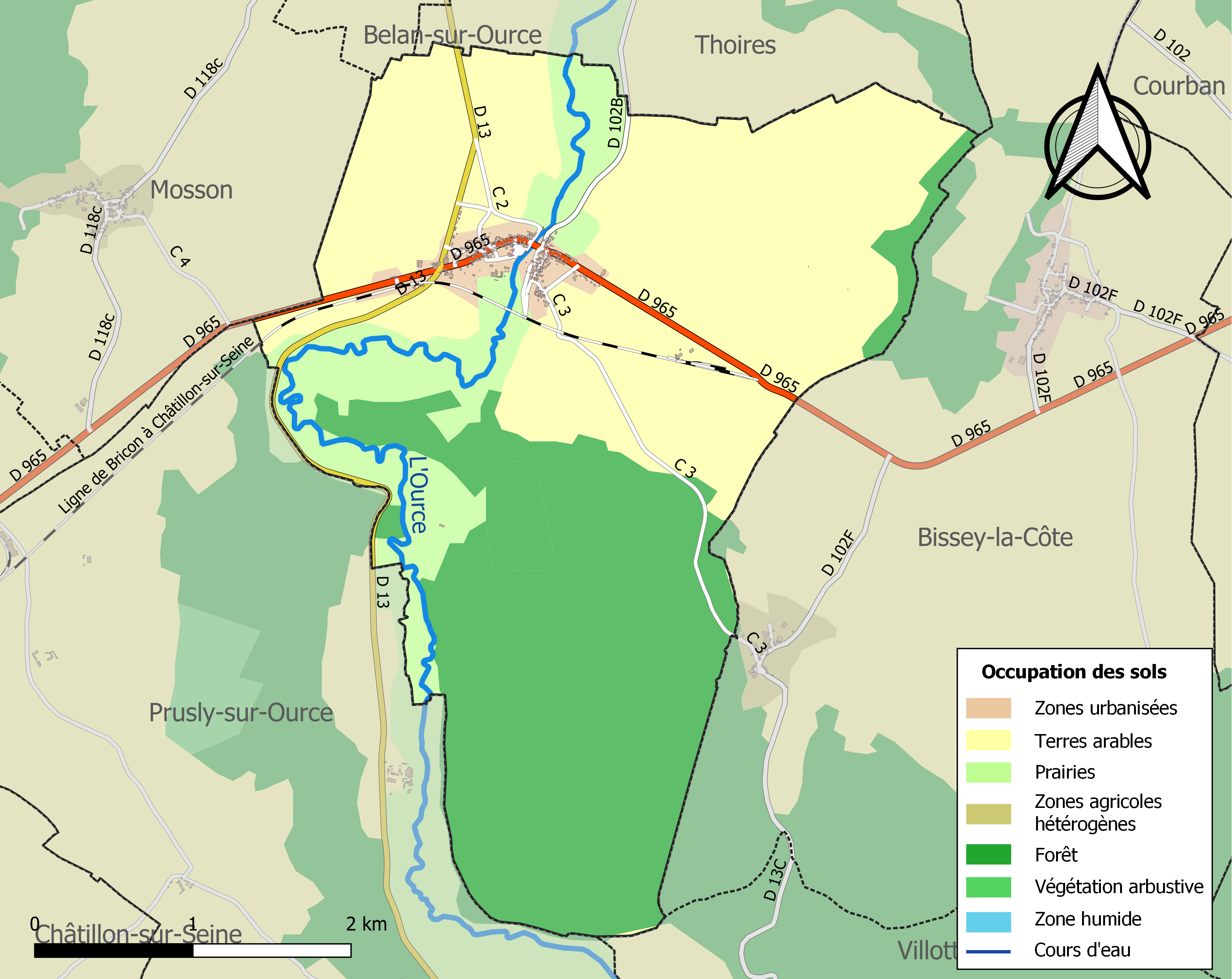
Carte des infrastructures et de l'occupation des sols de la commune en 2018 (CLC).

## Histoire

### Antiquité
Le nom du village proviendrait d'un nom composé d'origine celtique : Brivo Dunum, ce qui signifie « Forteresse du Pont ». Le toponyme Briun est attesté dès 1125. Le village doit sûrement sa naissance et son développement à son emplacement géographique particulier : à cet endroit l'Ource coupait la voie romaine reliant Langres à Auxerre. Le passage se faisait sur un pont en aval du pont actuel, ou alors par un gué. Par ailleurs, de nombreux vestiges d'origine gallo-romaine, tels des céramiques, des instruments en fer, et même un petit temple gallo-romain, ont été découverts dans le village.

### Moyen Âge
Brion-sur-Ource est restée dans l'histoire grâce à une bataille qui s'y déroula durant la guerre de Cent Ans. Gérard de Thury, maréchal de Bourgogne, réunit une petite armée à Châtillon-sur-Seine, dans le but de stopper les ravages commis par les Anglo-Navarrais (faisant partie des Grandes compagnies). Ils s'affrontent sous les murs de Brion-sur-Ource le 2 juillet 1359, affrontement à l'issue duquel les Bourguignons sont vaincus. Le jeune duc de Bourgogne Philippe de Rouvres dut par la suite signer le traité de la Chassaigne le 23 juillet 1359, par lequel les Anglo-Navarrais s'engageaient à quitter la Bourgogne.
Durant le Moyen Âge et jusqu'à la Révolution, le village faisait partie de la province de Bourgogne (duché de Bourgogne jusqu'en 1477), du bailliage de Châtillon-sur-Seine et du diocèse de Langres.

### Temps moderne
Le château construit au XVIIe siècle comme le pont sur l'Ource a conservé ses quatre tours d'angle.

### Époque contemporaine
La commune a disposé d'une gare située sur la ligne de Bricon à Châtillon-sur-Seine mise en service en 1866 mais fermée au service voyageurs en 1939. Cependant, du fait de la présence d'une installation terminale embranchée sur la commune pour le transport de céréales du groupe Soufflet, les voies ont été rénovées en 2013 permettant le transport de fret sur le réseau ferré national via la ligne de Nuits-sous-Ravières à Châtillon-sur-Seine.

## Politique et administration
| Période                                  | Période  | Identité      | Étiquette | Qualité |
| ---------------------------------------- | -------- | ------------- | --------- | ------- |
| mars 2001                                | en cours | Georges Morin | DVD       |         |
| Les données manquantes sont à compléter. |          |               |           |         |

## Démographie
L'évolution du nombre d'habitants est connue à travers les recensements de la population effectués dans la commune depuis 1793. Pour les communes de moins de 10 000 habitants, une enquête de recensement portant sur toute la population est réalisée tous les cinq ans, les populations de référence des années intermédiaires étant quant à elles estimées par interpolation ou extrapolation. Pour la commune, le premier recensement exhaustif entrant dans le cadre du nouveau dispositif a été réalisé en 2005.

En 2022, la commune comptait 216 habitants, en évolution de −9,24 % par rapport à 2016 (Côte-d'Or : +0,82 %, France hors Mayotte : +2,11 %).
| 1793 | 1800 | 1806 | 1821 | 1831 | 1836 | 1841 | 1846 | 1851 |
| ---- | ---- | ---- | ---- | ---- | ---- | ---- | ---- | ---- |
| 530  | 513  | 572  | 553  | 581  | 613  | 621  | 630  | 617  |

| 1856 | 1861 | 1866 | 1872 | 1876 | 1881 | 1886 | 1891 | 1896 |
| ---- | ---- | ---- | ---- | ---- | ---- | ---- | ---- | ---- |
| 565  | 557  | 570  | 502  | 512  | 475  | 456  | 433  | 420  |

| 1901 | 1906 | 1911 | 1921 | 1926 | 1931 | 1936 | 1946 | 1954 |
| ---- | ---- | ---- | ---- | ---- | ---- | ---- | ---- | ---- |
| 389  | 381  | 369  | 306  | 311  | 315  | 292  | 309  | 313  |

| 1962 | 1968 | 1975 | 1982 | 1990 | 1999 | 2005 | 2006 | 2010 |
| ---- | ---- | ---- | ---- | ---- | ---- | ---- | ---- | ---- |
| 276  | 247  | 223  | 225  | 245  | 223  | 223  | 223  | 229  |

| 2015 | 2020 | 2022 | - | - | - | - | - | - |
| ---- | ---- | ---- | - | - | - | - | - | - |
| 236  | 216  | 216  | - | - | - | - | - | - |

## Économie

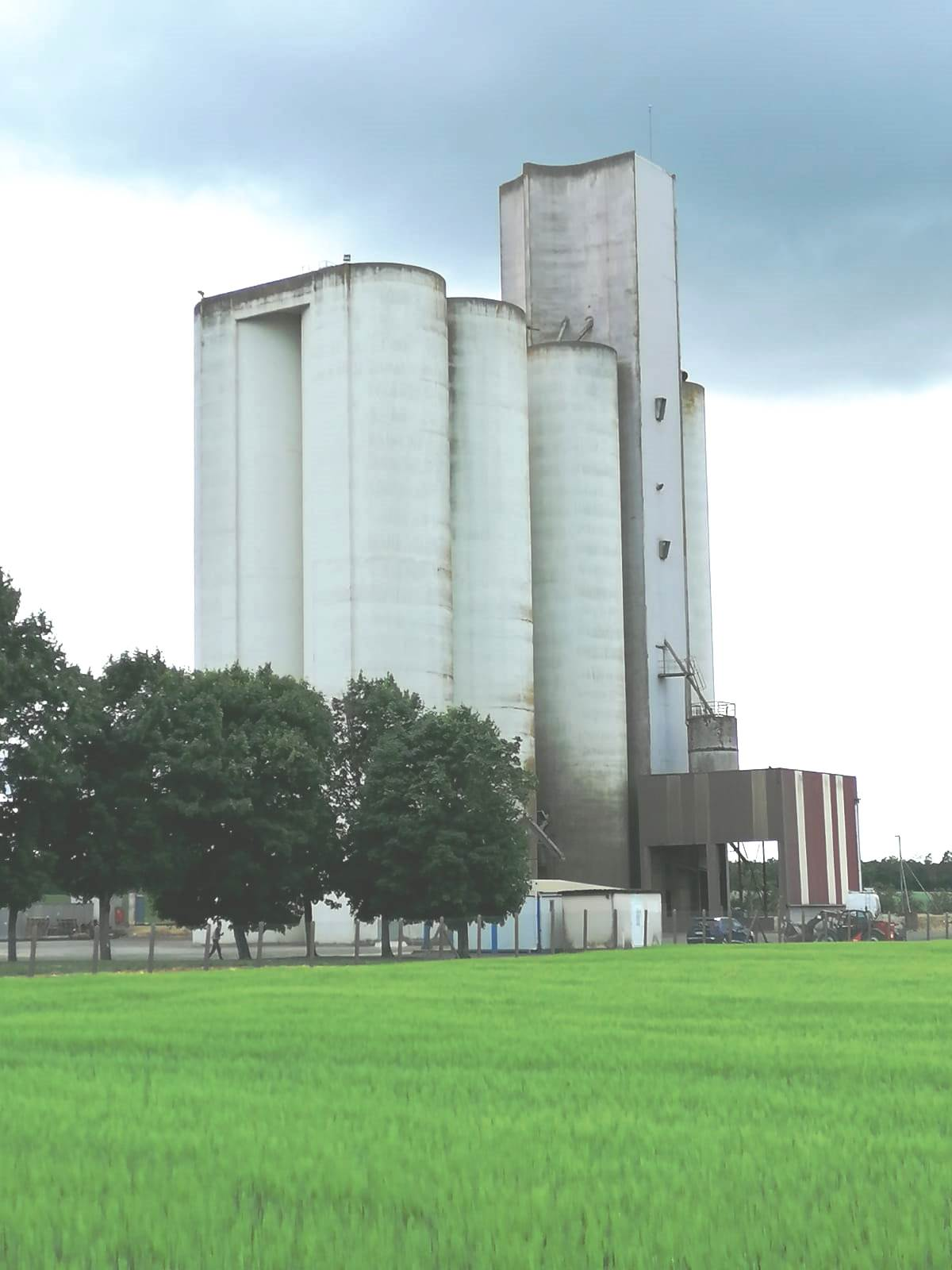
Silos du Groupe Soufflet.

Une importante unité de stockage de céréales du Groupe Soufflet, premier collecteur privé de céréales en Europe, est située à l'Est du village en mai 2022.

## Culture locale et patrimoine

### Lieux et monuments
- L'église Saint-Hippolyte, date de l'époque moderne  Inscrit MH (1988)[21]. Elle a été bâtie sur l'emplacement d'une ancienne chapelle castrale, dédiée à saint Hippolyte (chevalier romain vénéré dans le diocèse de Langres depuis le IXe siècle). La découverte de sarcophages autour de l'église atteste l'existence d'une nécropole, donc d'une occupation religieuse depuis au moins le haut Moyen Âge. Le chœur et le transept sont du XVIe siècle, la nef a été remaniée et le portail de la façade ouest date de 1629. Ce portail porte l'inscription MAITRE YPOLITE MARTIN MASSON DE CE LIEU A FAICT CE PORTAL. PRIEZ DIEU POUR LUY. Le bâtiment comporte plusieurs œuvres d'art, parmi lesquelles la célèbre Vierge à l'enfant, statue de pierre polychrome de style burgondo-champenois du XIVe siècle. On y trouve aussi différentes représentations de saints datant des XVIe et XVIIe siècles : bustes, reliquaires et statues.
- L'église compte aussi une grande toile des environs de 1600 au Moyen Âge, intitulée Saint Jérôme écrivant dans sa cellule. Cette toile ainsi que la Vierge à l'enfant proviennent des Cordeliers de Châtillon-sur-Seine, suite de la vente de l'abbaye à la veille de la Révolution.
- Le XVIIe siècle a aussi vu la construction d'un château, remanié depuis à maintes reprises. Seules les quatre tours d'angle sont d'origine.
- Le pont de pierre qui franchit le cours de l'Ource a été construit en 1680, par décision des États de Bourgogne. De part et d'autre de ce pont à 12 arches se trouvent deux moulins, ainsi que deux lavoirs du XIXe siècle. À noter qu'au passage du pont, la rivière se sépare en deux bras, laissant apparaître une petite « île », que l'on nomme la Promenade du Pâtis.
- Le site de la Table aux Loups comporte un circuit de randonnée pédestre long de 8 kilomètres, situé dans les bois environnant le village.

### Héraldique
| Blason | Blasonnement : D'azur à six trèfles d'or ordonnés 3, 2 et 1. |